# アナトリー・クリボノジコ
アナトリー・ミコライオヴィチ・クリボノジコ（ウクライナ語: Анато́лій Микола́йович Кривоно́жко、1965年7月23日 - ）は、ウクライナの軍人。
2023年8月24日、ウクライナ英雄金星勲章を授与された。
2024年8月30日からウクライナ空軍司令官代行を務めていた。翌年8月3日に正式にウクライナ空軍司令官に任命された。

## 階級
- 少将（2016年12月5日）[6]
- 中将（2018年10月12日）[7]